# CB San José
Le Club Baloncesto San José, ou Acís-Incosa León, était un club espagnol de basket-ball basé à León. Le club appartenait à la Liga Femenina, soit le plus haut niveau du championnat espagnol

## Entraîneurs successifs
- Miguel Angel Estrada

## Palmarès
- 1 Trophée la Ville de Gafanha (Portugal)

## Effectif actuel
- Meneuses : Liron Cohen, Anna Gómez Igual
- Arrières et ailières : María Revuelto, Ann Strother, Allison Feaster, Nadia Peruch, Alba García, Isabel Franco
- Pivots : Lucila Pascua, Cindy Lima, Murriel Page

## Joueuses célèbres ou marquantes
- Lucila Pascua
- Allison Feaster
- Liron Cohen
- Murriel Page
- Ann Strother